# Исасио Каљеха
Исасио Каљеха Гарсија (Вале де Серато, 6. децембар 1936 — Мадрид, 4. фебруар 2019) био је шпански фудбалер који је играо као одбрамбени играч.

## Клупска каријера
Каљеха је рођен у Вале де Серато, месту у покрајини Паленсија. Осим врло кратке позајмице са Гвадалахаром у трећој шпанској лиги, провео је читаву своју 14-годишњу професионалну каријеру у Атлетико Мадриду, дебитујући у Ла Лиги 4. јануара 1959. у поразу на гостујућем терену од Реал Овиједа резултатом 0 : 1 и завршио своју прву сезону са само девет утакмица.
Од тада па надаље, Каљеха је постао важан одбрамбени члан Колхоњероса, помажући тиму да узастопно осваја трофеје Купа краља од 1959. до 1961. године, оба освојена против Реал Мадрида на Сантјаго Бернабеу. У Европском купу победника купова у сезони 1961/62, који је такође завршен освајањем, одиграо је девет утакмица.
Дана 19. априла 1970., Каљеха је постигао свој једини гол у тој сезони у победи од 2 : 0 над Сабаделом, чиме је Атлетику обезбедио национално првенство. Престао је да се бави фудбалом у јулу 1972. након што је освојио свој четврти Куп Шпаније, са 35 година. Током свог боравка у Атлетику, наступио је на 425 званичних утакмица (76 у домаћем купу и 45 у европском такмичењу).

## Репрезентација
Каљеха је био шпански репрезентативац више од једне деценије. Дебитовао је 19. априла 1961. у победи од 2 : 1 против Велса у склопу квалификација за Светско првенство 1962.
Каљеха је помогао репрезентацији да освоји Куп европских нација 1964. на домаћем терену, одигравши све укупно четири меча у квалификационој фази и самом првенству. Укупно је одиграо 13 утакмица за репрезентацију.

## Одлазак у пензију и смрт
Након пензионисања, Каљеха, који је дипломирао право, ради као адвокат. Дана 4. фебруара 2019. преминуо је у 82. години у Мадриду.

## Трофеји

### Клуб

#### Атлетико Мадрид[2]
- Ла Лига : 1965–66, 1969–70
- Куп Краља: 1959–60, 1960–61, 1964–65, 1971–72
- УЕФА Куп победника купова: 1961–62

### Репрезентација

#### Шпанија[2]
- Европско првенство : 1964